# They Only Come Out at Night (песня)
«They Only Come Out at Night» — четвёртый сингл группы Lordi из третьего альбома The Arockalypse, является одним из шести синглов, на который не снят клип (в том числе «My Heaven Is Your Hell», «Beast Loose in Paradise», «Deadache», «Rock Police» и «Nailed By The Hammer of Frankenstein").

## О сингле
Удо Диркшнайдер является приглашённым гостем в песне. Хотя промоверсия была выпущена немецким лейблом «Drakkar Entertainment», сингл не поступил в продажу в магазины. Вместо этого промосингл был роздан на некоторых мероприятиях в Германии в феврале 2006 года. Сторона Б финской версии содержит кавер-версию песни «Midnight Mover» группы Accept, которая была записана в 2003 году на радио-студии во время прямой трансляции. Песня заняла 6 позицию в чартах Финляндии.

## Список композиций
Финское издание
1. «They Only Come Out at Night» — 3:37
2. «Midnight Mover» — 3:26

Немецкий проморелиз
1. «They Only Come Out at Night»
2. «Supermonstars»